# آلفرد تامسون
آلفرد تامسون (انگلیسی: Alfred Thomson; ۱۰ دسامبر ۱۸۹۴ – ۲۷ اکتبر ۱۹۷۹) نقاش اهل انگلستان بود.

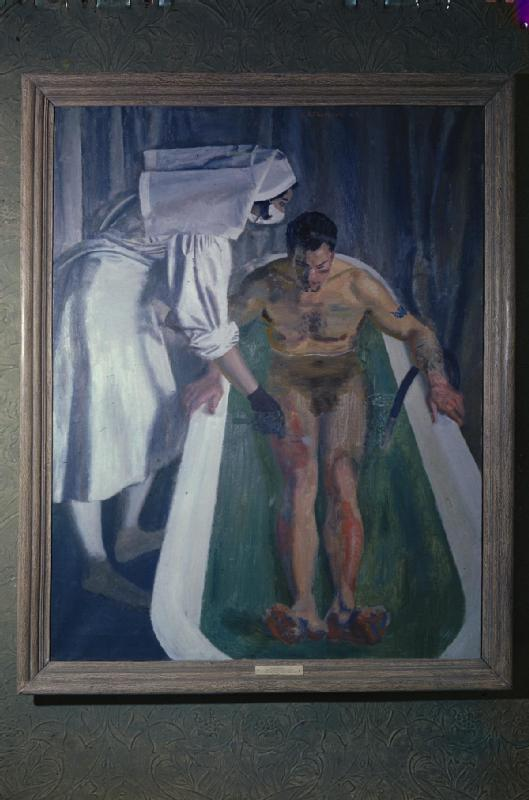
اثری از آلفرد تامسون که طی جنگ جهانی دوم، توسط او خلق شده‌است.

از افتخارات او میتوان به کسب مدال طلا نقاشی رنگ روغن و آبرنگ در بخش مسابقات هنری بازی‌های المپیک تابستانی ۱۹۴۸ اشاره کرد.